# Elizabeth (Louisiana)
Elizabeth è un comune degli Stati Uniti d'America, situato nello Stato della Louisiana, in particolare nella parrocchia di Allen.